# جيمس وايتهيد (شاعر)
جيمس وايتهيد (بالإنجليزية: James Whitehead)‏ هو شاعر أمريكي، ولد في 15 مارس 1936 في سانت لويس في الولايات المتحدة، وتوفي في 16 أغسطس 2003 في فايتفيل في الولايات المتحدة.